# 구례 화엄사 영산회 괘불탱
구례 화엄사 영산회 괘불탱(求禮 華嚴寺 靈山會 掛佛幀)은 전라남도 구례군 마산면 화엄사에 있는 조선시대의 불화이다. 1997년 9월 22일 대한민국의 국보 제301호로 지정되었다.

## 개요
가로 7.76m, 세로 11.95m에 이르는 거대한 화면에 석가모니불과 문수 · 보현 보살을 중심으로 사천왕과 십대제자, 2구의 분신불, 십장제불 등이 적절하게 배치된 군집도 형식이다.사천왕 가운데 2구는 상단에 나머지 2구는 하단에 그려 사방을 수호하는 것을 묘사하였다. 영산회괘불탱이란 이름은 영산회상도를 실외에 걸 수 있도록 괘불탱화 형태로 제작하였다는 뜻이다. 영산회상도는 석가모니가 영축산에서 제자들과 여러 중생에게 법화경을 설법하는 그림이다.
효종 4년(1653년)에 만들어졌다. 화엄사 영산회괘불탱은 각 상들의 늘씬하고 균형잡힌 형태, 밝고 선명하며 다양한 색채, 치밀하고 화려한 꽃무늬장식 등에서 17세기 중엽의 불화에서 보이는 특징을 잘 나타내 주고 있다.

## 같이 보기
- 화엄사